# Завршје (Горажде)
Завршје је насељено мјесто у граду Горажду, Босна и Херцеговина.

## Становништво
|           | 2013.      | 1991.       | 1981.       | 1971.        |
| Укупно    | 3 (100,0%) | 46 (100,0%) | 88 (100,0%) | 126 (100,0%) |
| Срби      | 3 (100,0%) | 46 (100,0%) | 88 (100,0%) | 124 (98,41%) |
| Македонци | –          | –           | –           | 1 (0,794%)   |
| Остали    | –          | –           | –           | 1 (0,794%)   |